# John Dos Passos
John Rodrigo Dos Passos (14 tháng 1 năm 1896 - 28 tháng 9 năm 1970) là một nhà văn Mỹ, con của một gia đình nhập cư từ Bồ Đào Nha. Sau khi tốt nghiệp Đại học Harvard năm ông đến Tây Ban Nha để học nghệ thuật và kiến trúc. Trong Chiến tranh thế giới thứ nhất ông tình nguyện làm lính cứu thương ở Pháp và Ý. Kết quả của những năm mặt trận là hai tiểu thuyết đầu tiên: One Man's Initiation: 1917 (Bước đầu của một người, 1920) và Three Soldiers (Ba người lính, 1921). Sau khi in Three Soldiers Dos Passos bắt đầu nổi tiếng và hai tác phẩm này hoà nhập vào dòng văn học của "thế hệ mất mát" đầu thế kỷ 20. Tiểu thuyết Manhattan Transfer (1925) là bức tranh toàn cảnh, phản ánh đầy đủ cuộc sống và tinh thần của thập niên 1920. Tác phẩm quan trọng nhất của Dos Passdos là bộ ba tiểu thuyết U.S.A. (Hợp chúng quốc Hoa Kỳ), gồm: The 42nd Parallel (Vĩ tuyến 42, 1930), Nineteen Nineteen (Năm 1919, 1932), The Big Money (Tiền to, 1936). Đây là bộ ba tiểu thuyết không có cốt truyện chung mà là một tập hợp nhiều thể loại bao gồm truyện, ghi chép, nhật ký, phác thảo chân dung những nhân vật nổi tiếng của nước Mỹ... phản ánh một nước Mỹ trong thập niên 1920 và thập niên 1930, phê phán chủ nghĩa tư bản đang chia đôi nước Mỹ thành một nước Mỹ của tư bản và một nước Mỹ của nhân dân. Trong thập niên 1940 Dos Passos viết bộ ba tiểu thuyết thứ hai District of Columbia (Đặc khu Columbia) gồm: Adventures of a Young Man (Những cuộc phiêu lưu của một chàng trai, 1939), Number One (Số một, 1943), The Grand Design (Kế hoạch lớn, 1949). Ngoài tiểu thuyết, Dos Passos còn viết kịch, sách về du lịch và các thể ký.

## Tác phẩm
- One Man's Initiation: 1917 (Bước đầu của một người, 1920), tiểu thuyết
- Three Soldiers (Ba người lính, 1921), tiểu thuyết
- Manhattan Transfer (1935), tiểu thuyết
- U.S.A. (Hợp chủng quốc Hoa Kỳ):
  - The 42nd Parallel (Vĩ tuyến 42, 1930)
  - Nineteen Nineteen (Năm 1919, 1932)
  - The Big Money (Tiền to, 1936)
- District of Columbia (Đặc khu Columbia):
  - Adventures of a Young Man (Những cuộc phiêu lưu của một chàng trai, 1939)
  - Number One (Số một, 1943)
  - The Grand Design (Kế hoạch lớn, 1949)
- Most Likely to Suceed (Để thành công, 1954), tiểu thuyết
- Midcentury (Giữa thế kỷ, 1961), tiểu thuyết
- A Pushcart at the Curb (Xe đẩy trên vỉa hè, 1922), tập thơ
- The Garbage Man (Người hót rác, 1926), kịch
- Airways, Inc (Hãng hàng không, 1929), kịch
- Fortune Heights (1934), kịch
- Rossinate to the Road Again (Rossinate lại lên đường, 1922), ghi chép
- Orient Express (Tốc hành phương Đông, 1927), kí
- In All Countries (Trong mọi xứ sở, 1934), kí
- Journey between Wars (Hành trình giữa hai cuộc chiến, 1938), kí
- Mr. Wilson's War (Cuộc chiến của ông Wilson, 1962), tiểu thuyết
- The Best Times (Những thời đẹp nhất, 1967), tiểu thuyết